# He Zi
He Zi (Nanning, 11 de dezembro de 1990) é uma saltadora chinesa. Especialista no trampolim. campeã olímpica.

## Carreira

### Londres 2012
He Zi representou seu país nos Jogos Olímpicos de Verão de 2012, na qual conquistou uma medalha de ouro, no trampolim sincronizada e prata no trampolim individual. 

### Rio 2016
No Rio competiu apenas no trampolim individual foi superada apenas pela sua compatriota Shi Tingmao ficando com a medalha de prata. Nesta edição ela foi pedida em casamento pelo também saltador chinês Qin Kai durante o pódio da entrega de sua medalha.